# November 2023
Portal Geschichte | Portal Biografien | Aktuelle Ereignisse | Jahreskalender | Tagesartikel

◄ |
20. Jahrhundert |
21. Jahrhundert

◄ |
1990er |
2000er |
2010er |
2020er
| 2030er | 2040er

◄ |
2019 |
2020 |
2021 |
2022 |
2023
| 2024 | 2025 | 2026 | 2027 | ►

◄ |
August 2023 |
September 2023 |
Oktober 2023 |
November 2023 |
Dezember 2023 |
Januar 2024 |
Februar 2024 |
►
Dieser Artikel behandelt tagesbezogene Nachrichten und Ereignisse im November 2023. Eine Artikelübersicht zu thematischen „Dauerbrennern“ und zu länger andauernden Veranstaltungen findet sich auf der Seite zu den laufenden Ereignissen.

## Tagesgeschehen

### Mittwoch, 1. November 2023
- Berlin/Deutschland: Die Ministerpräsidentin von Mecklenburg-Vorpommern, Manuela Schwesig, übernimmt turnusgemäß das Amt der Präsidentin des Bundesrates vom Hamburger Ersten Bürgermeister Peter Tschentscher.

### Sonntag, 5. November 2023
- Avondale/Vereinigte Staaten: Auf dem Phoenix Raceway endet die NASCAR Cup Series. Den Titel holt Ryan Blaney vom Team Penske.
- Cancún/Mexiko: Die WTA Finals gehen zu Ende. Siegerinnen sind Iga Świątek im Einzel sowie Laura Siegemund und Wera Swonarjowa im Doppel.
- New York City/Vereinigte Staaten: Den New-York-City-Marathon gewinnen Tamirat Tola bei den Männern und Hellen Obiri bei den Frauen.
- Wien/Österreich: Im Rahmen der Verleihung des Nestroy-Theaterpreises 2023 werden Saioa Alvarez Ruiz und Michael Maertens als beste Schauspieler ausgezeichnet. Den Publikumspreis erhält Nick Romeo Reimann, den Autorenpreis Thomas Perle und den Preis für das Lebenswerk Emmy Werner.[1]

### Montag, 6. November 2023
- Kassel/Deutschland: Das Dach der Kirche St. Elisabeth stürzt ein.
- Wien/Österreich: Im Kasino am Schwarzenbergplatz wird der Österreichische Buchpreis verliehen. Ausgezeichnet wird Monde vor der Landung von Clemens Setz, der Debütpreis geht an Drama von Arad Dabiri.[2]

### Dienstag, 7. November 2023
- Lissabon/Portugal: Der Premierminister António Costa tritt aufgrund von Korruptionsvorwürfen zurück.
- Washington, D.C./Vereinigte Staaten: US-Wahlen 2023

### Donnerstag, 9. November 2023
- Warschau/Polen: International Opera Awards 2023

### Freitag, 10. November 2023
- Avarua/Cookinseln: Bei einer Regionalkonferenz des Pacific Islands Forums schließen Australien und der durch den steigenden Meeresspiegel bedrohte Inselstaat Tuvalu eine Vereinbarung, nach der jährlich 280 Tuvaluer – von aktuell 11.200 Einwohnern – nach Australien übersiedeln dürfen, um dort zu arbeiten, zu studieren und zu leben. Diese sollen auch die australische Staatsbürgerschaft erhalten.
- Jayapura/Indonesien: Mithilfe einer Wildkamera gelingen bei einer Expedition in den Wäldern Neuguineas erstmals Aufnahmen des mitunter für ausgestorben gehaltenen Attenborough-Langschnabeligels, der bisher nur durch ein totes Exemplar aus 1961 bekannt war.[3]
- Obihiro/Japan: Beginn des Eisschnelllauf-Weltcups

### Samstag, 11. November 2023
- Grindavík/Island: Wegen eines befürchteten Vulkanausbruchs im Gebiet des Svartsengi-Vulkansystems wird die Stadt evakuiert.

### Sonntag, 12. November 2023
- Uttarkashi/Indien: Nach einem Erdrutsch stürzte ein Teilstück eines in Bau befindlichen 4,5 Kilometer langen Nationalstrassentunnels ein. 41 Arbeiter wurden verschüttet.[4]
- Landshut/Deutschland: In der Fanatec Arena geht der Deutschland Cup zu Ende.
- Sevilla/Spanien: Im Estadio de La Cartuja endet die Finalrunde des Billie Jean King Cups, dabei schlägt die kanadische die italienische Mannschaft.

### Montag, 13. November 2023
- London/Vereinigtes Königreich: Das britische Kabinett wird umgebildet: Suella Braverman wird als Innenministerin entlassen und durch den bisherigen Außenminister James Cleverly ersetzt. Dieses Amt wird dem früheren Premierminister David Cameron übertragen.
- Warschau/Polen: Konstituierende Sitzung des am 15. Oktober neu gewählten Parlaments.

### Dienstag, 14. November 2023
- Monrovia/Liberia: In der Stichwahl der Präsidentschaftswahl unterliegt Amtsinhaber George Weah gegen Joseph Boakai.

### Mittwoch, 15. November 2023
- Straßburg/Frankreich: Liechtenstein übernimmt turnusmäßig für sechs Monate den Vorsitz im Ministerkomitee des Europarats.
- Karlsruhe/Deutschland: Das Bundesverfassungsgericht erklärt den zweiten Nachtragshaushalt 2021 des Bundes für verfassungswidrig. Durch diesen wurden nicht verbrauchte Mittel in Höhe von 60 Milliarden Euro, die zur Bekämpfung der Covid-19-Pandemie genehmigt worden waren, durch den Klima- und Transformationsfonds genutzt.[5]

### Donnerstag, 16. November 2023
- Köln/Deutschland: Im Funkhaus am Wallrafplatz werden Ina Ruck und Elmar Theveßen mit dem Hanns-Joachim-Friedrichs-Preis ausgezeichnet.
- München/Deutschland: Bambi-Verleihung 2023
- Antananarivo/Madagaskar: Bei der Präsidentschaftswahl in Madagaskar wird Amtsinhaber Andry Rajoelina im ersten Wahlgang mit 58,95 Prozent der Stimmen wiedergewählt. Die Wahl wurde überschattet von Boykottaufrufen der Opposition und Protesten gegen Rojelinas Amtsführung.

### Freitag, 17. November 2023
- Berlin/Deutschland: Erstmals wird der neue Musikpreis Polyton vergeben.
- Braunschweig/Deutschland: Auf dem Bundesparteitag der Jusos wird Philipp Türmer zu deren neuem Vorsitzenden gewählt.
- Yanqing/VR China: Beginn des Bob-Weltcups und des Skeleton-Weltcups

### Samstag, 18. November 2023
- Boca Chica Village/Vereinigte Staaten: Vom Weltraumbahnhof Starbase missglückt der zweite Start des Großraketenprojekts Starship.
- San Salvador/El Salvador: Die Nicaraguarin Sheynnis Palacios wird zur Miss Universe 2023 gekürt.

### Sonntag, 19. November 2023
- Ahmedabad/Indien: Australien gewinnt das Endspiel des ICC Cricket World Cups.
- Basel/Schweiz: Im Rahmen der BuchBasel wird der Schweizer Buchpreis an Christian Haller verliehen.
- Buenos Aires/Argentinien: In der Stichwahl um die Präsidentschaft setzt sich Javier Milei gegen Sergio Massa durch.
- Turin/Italien: In der Pala Alpitour gehen die ATP Finals zu Ende.

### Montag, 20. November 2023
- Berlin/Deutschland: 5. Gipfeltreffen zur G20-Initiative Compact with Africa.

### Mittwoch, 22. November 2023
- Den Haag/Niederlande: Parlamentswahl

### Donnerstag, 23. November 2023
- Dublin/Irland: Ab etwa 18 Uhr kommt es zu einer Unruhe in der Innenstadt von Dublin. Auslöser war ein Angriff eines Mannes mit einem Messer auf drei Schulkinder gegen 13 Uhr. Etwa 200 bis 300 Menschen randalierten in der Innenstadt, legten Feuer und plünderten Geschäfte. Zahlreiche Polizeiwagen, mehrere Busse und eine Straßenbahn wurden zerstört. 60 Polizeibeamte wurden verletzt. 48 Personen wurden inhaftiert, 32 angeklagt.[6][7]

### Freitag, 24. November 2023
- Ruka/Finnland: Beginn des Weltcups der Nordischen Kombinierer und im Skilanglauf

### Samstag, 25. November 2023
- Hamburg/Deutschland: Im Rahmen der Faustverleihung 2023 wird  Klaus Zehelein mit dem Preis für das Lebenswerk geehrt. Fritzi Haberlandt wird in der Kategorie Darsteller:in Schauspiel ausgezeichnet und Vera-Lotte Boecker in der Kategorie Darsteller:in Musiktheater.[8]
- Kuusamo/Finnland: Beginn des Skisprung-Weltcups der Herren
- Östersund/Schweden: Beginn des Biathlon-Weltcups
- Potsdam/Deutschland: Beim Treffen von Rechtsextremisten in Potsdam in der Villa Adlon am Lehnitzsee stellte der Rechtsextremist Martin Sellner einen Plan zur Remigration bestimmter Bevölkerungsgruppen aus Deutschland vor.[9]

### Sonntag, 26. November 2023
- Abu Dhabi/Vereinigte Arabische Emirate: Auf dem Yas Marina Circuit findet die Formel-1-Weltmeisterschaft ihren Abschluss.
- Cheste/Spanien: Auf dem Circuit Ricardo Tormo findet die Motorrad-Weltmeisterschaft ihren Abschluss.
- Málaga/Spanien: Im Finale des Davis Cups im Palacio de Deportes José María Martín Carpena schlägt die Mannschaft Italiens die von Australien.
- Nizza/Frankreich: Gastgeber Frankreich  hat den 21. Junior Eurovision Song Contest gewonnen.

### Montag, 27. November 2023
- New York/USA: 33. Verleihung des Filmpreises Gotham Award
- Warschau/Polen: Die neue Regierung unter der Leitung des bisherigen Ministerpräsidenten Mateusz Morawiecki wird vereidigt.

### Dienstag, 28. November 2023
- Wien/Österreich: Der Psychiater und Filmemacher Houchang Allahyari erhält das Goldene Ehrenzeichen für Verdienste um die Republik Österreich verliehen.

### Mittwoch, 29. November 2023
- Wien/Österreich: Die Signa Holding meldet Insolvenz an.

### Donnerstag, 30. November 2023
- Bielefeld/Deutschland: Im Lokschuppen wird der Musikpreis 1 Live Krone verliehen.
- Dubai/Vereinigte Arabische Emirate: Beginn der 28. UN-Klimakonferenz (bis 12. Dezember)
- Frederikshavn/Dänemark und Stavanger/Norwegen: Beginn der Handball-WM der Frauen (bis 17. Dezember), die in Dänemark, Norwegen und Schweden ausgetragen wird